# Tour de Mumbai 2011
La 2e édition du Tour de Mumbai (la première disputée en deux jours de course) a lieu les 11 et 13 février 2011. Les deux courses qui se déroulent séparément font partie de l'UCI Asia Tour 2011.
La victoire sur la première épreuve revient à Elia Viviani à l'issue d'un sprint massif. Le Sud-Africain Robert Hunter remporte la deuxième épreuve au sprint devant Elia Viviani.

## Tour de Mumbai I
|     | Coureur           | Pays           | Équipe              |    | Temps           |
| --- | ----------------- | -------------- | ------------------- | -- | --------------- |
| 1.  | Elia Viviani      | Italie         | Liquigas-Cannondale | en | 4 h 12 min 27 s |
| 2.  | Robbie McEwen     | Australie      | RadioShack          | +  | 0 s             |
| 3.  | Tyler Day         | Afrique du Sud | Bonitas             |    | 0 s             |
| 4.  | Robert Hunter     | Afrique du Sud | RadioShack          |    | 0 s             |
| 5.  | Ian Wilkinson     | Royaume-Uni    | Endura Racing       |    | 0 s             |
| 6.  | Hossein Nateghi   | Iran           | Vali ASR Kerman     |    | 0 s             |
| 7.  | Wang Yip Tang     | Hong Kong      | Champion System     |    | 0 s             |
| 8.  | Malcolm Lange     | Afrique du Sud | Bonitas             |    | 0 s             |
| 9.  | Johann Rabie      | Afrique du Sud | Bonitas             |    | 0 s             |
| 10. | Martijn Verschoor | Pays-Bas       | Type 1              |    | 0 s             |

## Tour de Mumbai II
|     | Coureur              | Pays           | Équipe              |    | Temps           |
| --- | -------------------- | -------------- | ------------------- | -- | --------------- |
| 1.  | Robert Hunter        | Afrique du Sud | RadioShack          | en | 1 h 47 min 07 s |
| 2.  | Elia Viviani         | Italie         | Liquigas-Cannondale | +  | 0 s             |
| 3.  | Jonathan McEvoy      | Royaume-Uni    | Motorpoint          |    | 0 s             |
| 4.  | Ian Wilkinson        | Royaume-Uni    | Endura Racing       |    | 0 s             |
| 5.  | Ian Bibby            | Royaume-Uni    | Motorpoint          |    | 0 s             |
| 6.  | Malcolm Lange        | Afrique du Sud | Bonitas             |    | 0 s             |
| 7.  | Hossein Nateghi      | Iran           | Vali ASR Kerman     |    | 0 s             |
| 8.  | Tyler Day            | Afrique du Sud | Bonitas             |    | 0 s             |
| 9.  | Tiziano Dall'Antonia | Italie         | Liquigas-Cannondale |    | 0 s             |
| 10. | Alessandro Bazzana   | Italie         | Type 1              |    | 0 s             |